# Saint-Remy-la-Calonne
Saint-Remy-la-Calonne – miejscowość i gmina we Francji, w regionie Grand Est, w departamencie Moza.
Według danych na rok 1990 gminę zamieszkiwało 47 osób, a gęstość zaludnienia wynosiła 6 osób/km² (wśród 2335 gmin Lotaryngii Saint-Remy-la-Calonne plasuje się na 998. miejscu pod względem liczby ludności, natomiast pod względem powierzchni na miejscu 760.).